# 1152
| Calendário gregoriano                                                        | 1152 MCLII                                            |
| Ab urbe condita                                                              | 1905                                                  |
| Calendário arménio                                                           | 601 – 602                                             |
| Calendário bahá'í                                                            | -692 – -691                                           |
| Calendário budista                                                           | 1696                                                  |
| Calendário chinês                                                            | 3848 – 3849 Início a 8 de fevereiro (aproximadamente) |
| Calendário copta                                                             | 868 – 869                                             |
| Calendário etíope                                                            | 1144 – 1145                                           |
| Calendários hindus - Vikram Samvat - Calendário nacional indiano - Cáli Iuga | 1207 – 1208 1073 – 1074 4252 – 4253                   |
| Calendário Holoceno                                                          | 11152                                                 |
| Calendário islâmico                                                          | 547 – 548                                             |
| Calendário judaico                                                           | 4912 – 4913                                           |
| Calendário persa                                                             | 530 – 531                                             |
| Calendário rúnico                                                            | 1402                                                  |
| Calendário solar tailandês                                                   | 1695                                                  |

1152 (MCLII, na numeração romana) foi um ano bissexto do século XII do Calendário Juliano, da Era de Cristo, e as suas letras dominicais foram  F e E (52 semanas), teve início a uma terça-feira e terminou a uma quarta-feira. No reino de Portugal estava em vigor a Era de César que já contava 1190 anos.
| Ano completo                          |
| ------------------------------------- |
| Ano bissexto com início à terça-feira |

## Eventos
- 4 de Março – Frederico Barbarrossa eleito Rei da Alemanha.
- 18 de Maio – Casamento de Henrique II de Inglaterra e Leonor, Duquesa da Aquitânia
- Construção do mosteiro de São João de Tarouca.

## Nascimentos
- Afonso II de Aragão.
- Bertoldo IV, duque de Merânia m. 1204, foi o conde da Andechs.
- Tiago I de Avesnes m. 1191, foi senhor de Avesnes e de Leuse.

## Mortes
- 8 de Outubro - Teobaldo IV de Blois, conde de Blois, nasceu em 1085.